# 294 Dywizja Piechoty (III Rzesza)
294 Dywizja Piechoty (niem. 294. Infanterie-Division) – niemiecka dywizja z czasów II wojny światowej, uczestniczyła w agresji na Jugosławię i ataku na Związek Radziecki. 
Sformowana w Döblen na mocy rozkazu z 6 lutego 1940, w 8. fali mobilizacyjnej w IV Okręgu Wojskowym. Po zakończeniu udziału w agresji na Jugosławię, została skierowana do ataku na Związek Radziecki. Brała udział w zdobyciu Kijowa i Czarkowa. Uczestniczyła m.in. w walkach nad Miusem w lipcu-sierpniu 1943. Przez Armię Czerwoną została okrążona i zniszczona 26 sierpnia 1944 pod Kiszyniowem.

## Dowódcy dywizji
- gen. por. Otto Gabcke 13 II 1940 – 22 III 1942;
- gen. Johannes Block 22 III 1942 – 12 VIII 1943;
- gen. mjr Hermann Frenking 12 VIII 1943 – 24 XII 1943;
- gen. mjr Werner von Eichstädt  24 XII 1943 – 26 VIII 1944;

## Struktura organizacyjna
Skład w lutym 1940:
- 513., 514. i 515. pułk piechoty, 294. pułk artylerii, 294. batalion pionierów, 294. oddział rozpoznawczy, 294. oddział przeciwpancerny, 294. oddział łączności;

Skład w listopadzie 1943:
- 513. i 514. pułk grenadierów, 333. grupa dywizyjna (679. i 680. grupa bojowa), 333. pułk artylerii, 294. batalion pionierów, 333. batalion fizylierów, 294. oddział przeciwpancerny, 294. oddział łączności, 294. polowy batalion zapasowy;

Skład w lipcu 1944:
- 513., 514. i 685 pułk grenadierów, 294. pułk artylerii, 294. batalion pionierów, 294. batalion fizylierów, 294. oddział przeciwpancerny, 294. oddział łączności, 294. polowy batalion zapasowy;